# Osoriinae
Osoriinae (лат.) — подсемейство жуков-стафилинид. Более 2000 видов.

## Описание
Мелкие коротконадкрылые жуки. Брюшко почти цилиндрические, паратергиты (латеротергиты) отсутствуют, усики нитевидные, без булавы.
Брюшко имеет параллельные стороны. Шов вдоль каждой стороны или брюшко может состоять из сросшихся пластин.
О биологии этого подсемейства известно немного. Виды могут быть найдены в листовой подстилке, под корой или в муравьиных гнёздах. Они являются детритоядными и грибоядными.

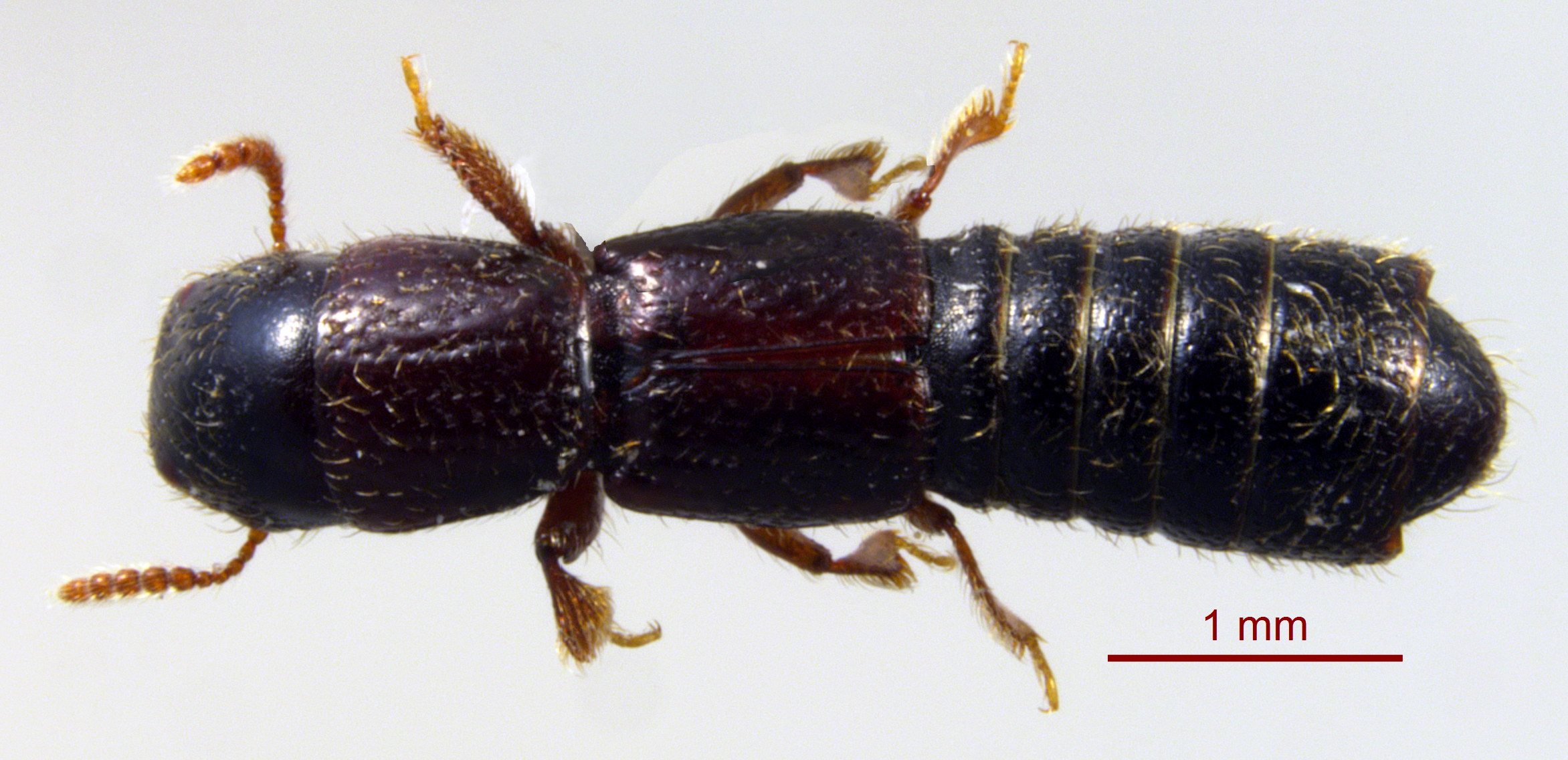
Osorius latipes
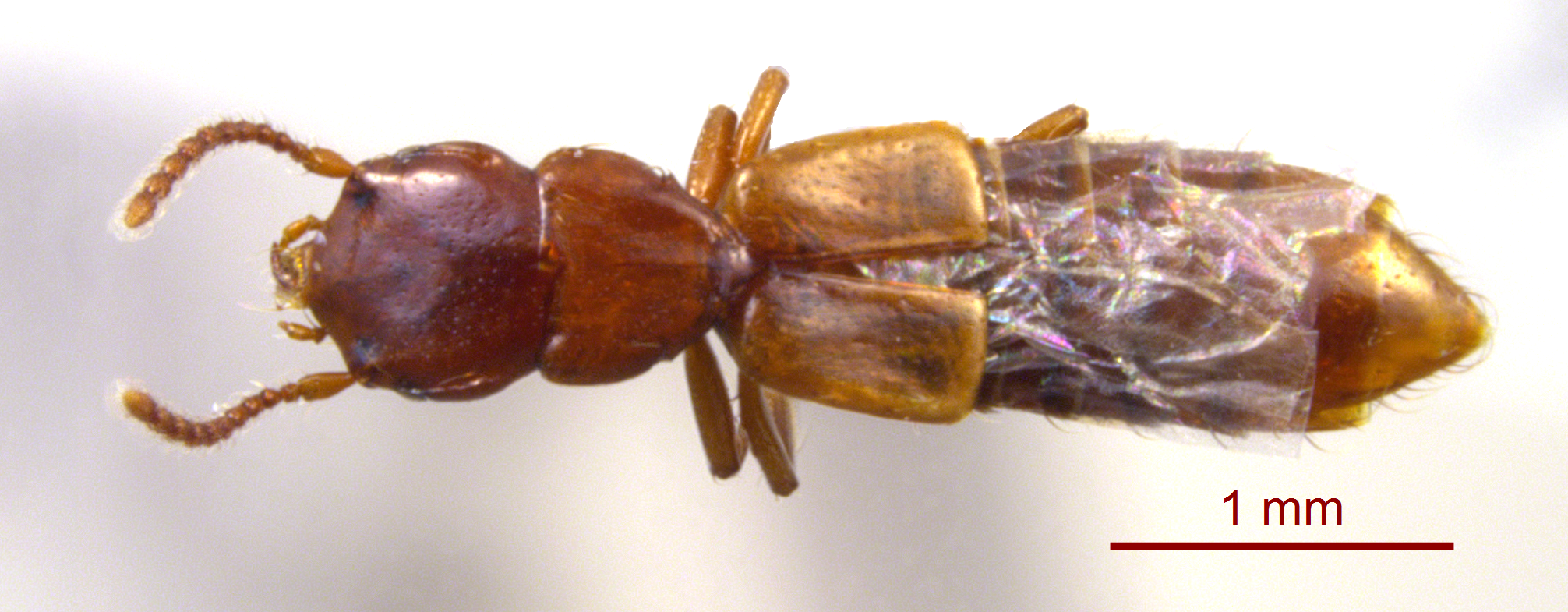
Eleusis pallida
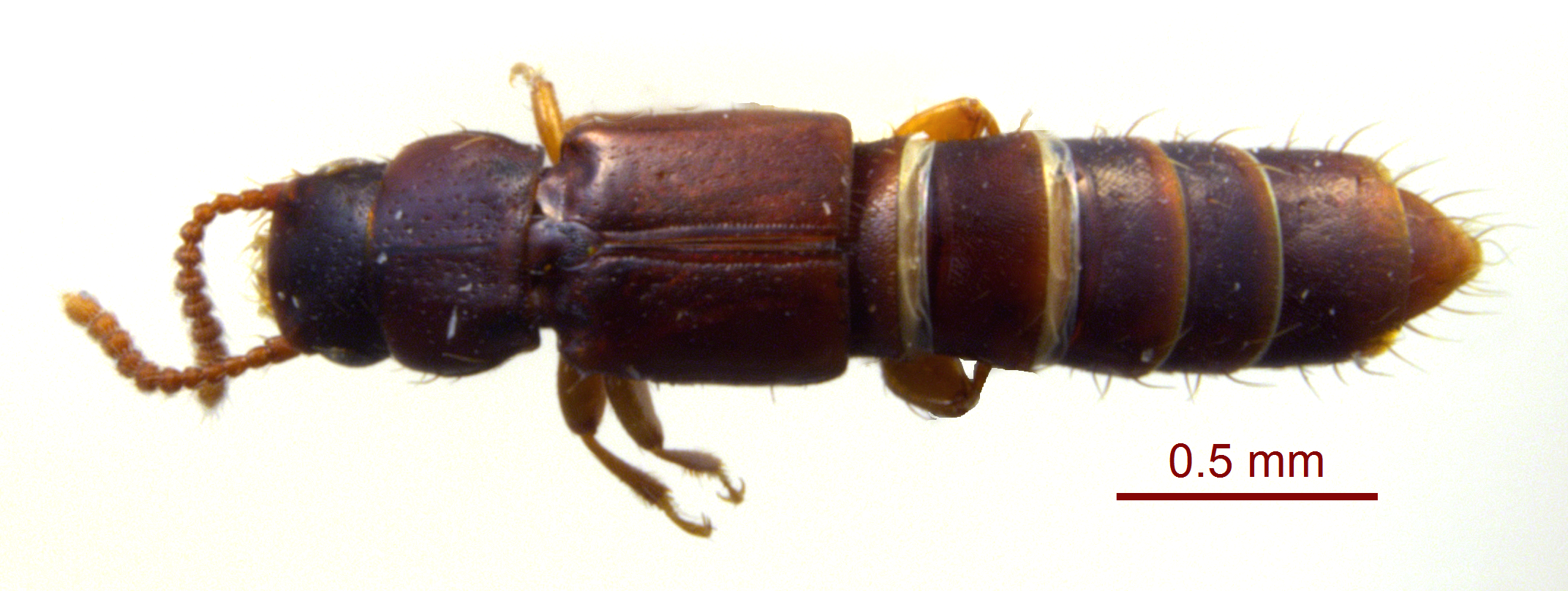
Nacaeus tenuis
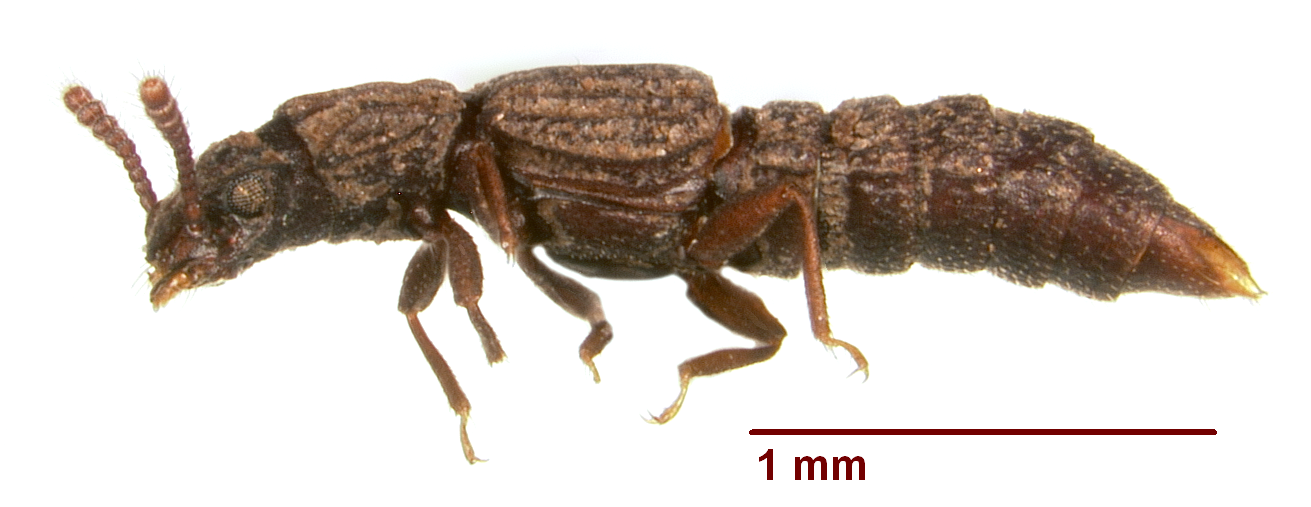
Thoracophorus costalus
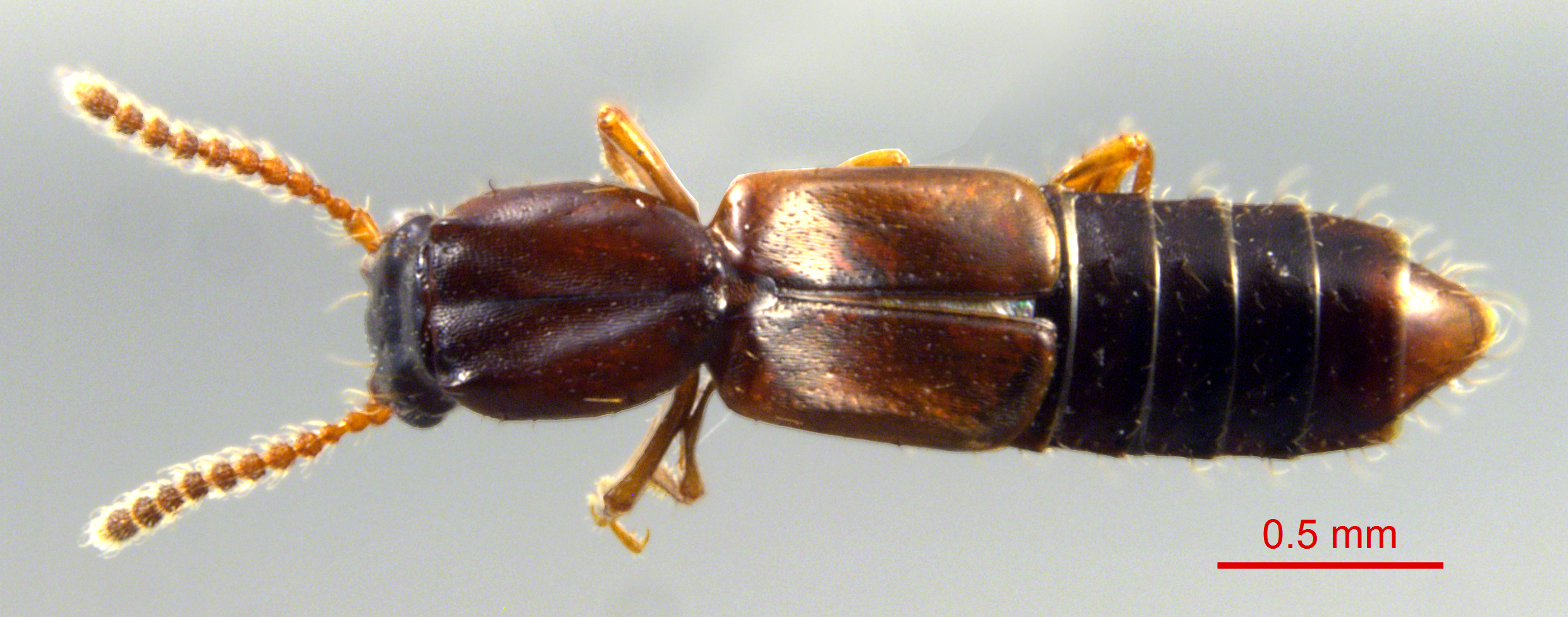
Renardia sp.
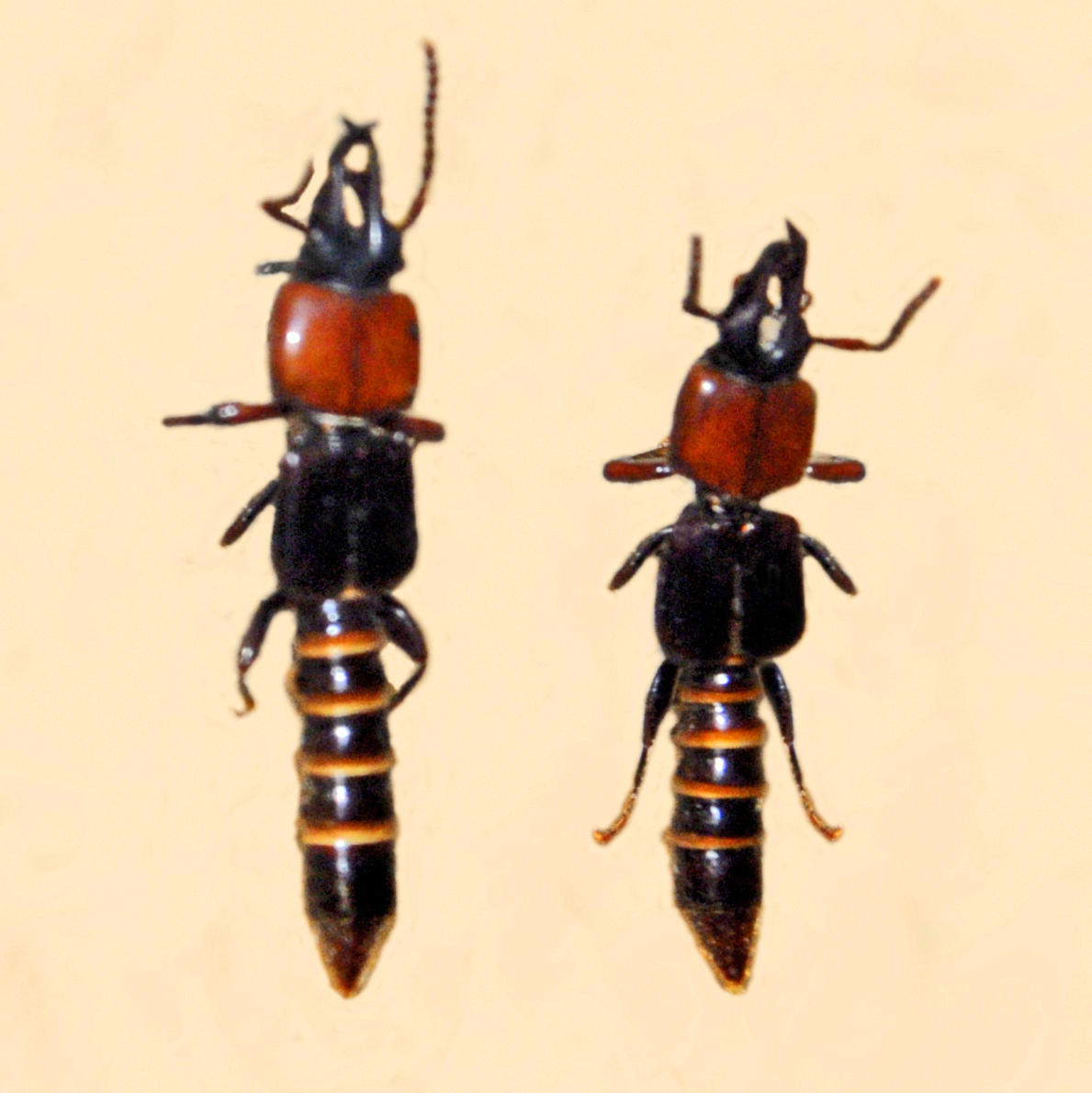
Leptochirus javanus

## Систематика
Более 2000 видов и 100 родов (Herman, 2001).
В Европе представлены двумя трибами и 10 родами (Osoriini с 7 родами и Thoracophorini с 3 родами) и около 40 видов. Согласно Лоуренсу и Ньютону (Lawrence, Newton, 1995), входит в состав Oxyteline-группы семейства Staphylinidae: Trigonurinae, Apateticinae, Scaphidiinae, Piestinae, Osoriinae, Oxytelinae.
Крупнейшие рода (около 200 видов): Osorius, Plastus, Eleusis.
- Триба Eleusinini
  - Рода: Eleusis — Renardia — Triga — Zeoleusis
- Триба Leptochirini
  - Рода: Borolinus — Bothrys — Leptochirus — Plastus — Priochirus — Thoracochirus
- Триба Osoriini
  - Рода: Holotrochus — Nototorchus — Osorius — Paratorchus
- Триба Thoracophorini
  - Подтриба Clavilispinina
  - Подтриба Glyptomina
    - Рода: Espeson — Geomitopsis — Glyptoma — Liberiana — Lispinodes — Parespeson — Synaenictus

  - Подтриба Lispinina
    - Рода: Lispinus — Nacaeus — Neolosus — Tannea

  - Подтриба Thoracophorina
    - Рода: Aneucamptus — Dirocephalus — Euctenopsia — Fauva — Mesotrochus — Pardirocephalus — Pselaphomimus — Rhopalopherus — Teiros — Tetrapleurus — Thoracophorus
- incertae sedis: Aschnaosorius

## Палеонтология
Древнейшие представители подсемейства Osoriinae были найдены в меловом бирманском янтаре:
- †Mesallotrochus longiantennatus Cai & Huang, 2015
- †Priochirus thayerae Yamamoto, 2019[7]
- †Cretochirus newtoni Yamamoto, 2019[7]

Также ископаемые виды известны из эоценового камбейского янтаря и миоценового доминиканского янтаря.